# Roberto Capuzzo Dolcetta
Roberto Capuzzo Dolcetta (Milano, 1º novembre 1953) è un astrofisico italiano, docente di fluidodinamica e Astrofisica Teorica all'Università la Sapienza  di Roma.
Dopo studi classici (Liceo Ginnasio E.Q. Visconti di Roma) si è laureato nel 1977 all'Università la Sapienza di Roma. Ha svolto attività di ricerca e insegnamento universitario in Italia e all'estero, in particolare alla University of Washington (Seattle, USA) e alla Boston University (Boston, USA) dove ha insegnato, all'università di Heidelberg (Germania), all'università di Leiden (Olanda).
Dal 1998 al 2013 è stato membro del Consiglio Universitario Nazionale (CUN).  È membro di società scientifiche internazionali, quali Società Italiana di Fisica, Astronomical Society of the Pacific, Astronomical Society of India, nonché membro di comitati editoriali di riviste internazionali di fisica e astrofisica. Fa parte delle collaborazioni scientifiche internazionali Gaia, CTA, Euclid.
È autore di più di 250 pubblicazioni scientifiche su riviste internazionali nel campo dell'astrofisica teorica e computazionale, scienze spaziali (meccanica del volo orbitale, dinamica di sistemi planetari), matematica e fisica applicata a metodi numerici e computazionali, supercalcolo. È autore del libro Classical Newtonian Gravity e del libro Physics of Fluids (serie Unitext for Physics, Springer Nature pub.).
Ha espresso in vari contesti il suo profondo dissenso sull'utilizzo improprio dei parametri quantitativi (indice di Hirsch, numero di citazioni, numero di articoli pubblicati) non normalizzati rispetto al numero degli autori, cosa ingiustamente penalizzante nella valutazione degli scienziati che lavorano in piccoli gruppi su argomenti originali e fuori dal "main stream", contesto in cui sia fa spesso solo "scienza incrementale". Nonostante queste considerazioni appaiano lapalissiane, l'attuale modalita` di svolgimento delle Abilitazioni Scientifiche Nazionali non considera il grado di "proprieta`" dei lavori scientifici per cui un articolo pubblicato da 1000 autori ha la stessa validita` di un articolo pubblicato da un solo autore, cosa che non trova riscontro in alcun altro paese scientificamente evoluto.

## Lavori e teorie
Sua è la teoria della formazione dei nuclei galattici tramite il decadimento orbitale e successiva fusione di ammassi globulari massicci. Tale decadimento orbitale è causato dalla decelerazione indotta dalla presenza delle stelle della galassia.
Esperto di applicazioni numeriche e di supercalcolo, argomenti sui quali ha tenuto dei corsi internazionali in Italia e all'estero, è stato per 8 anni tra i membri del Universe Sciences panel dell'access committee di PRACE (Partnership for Advanced Computing in Europe).
Divulgatore scientifico, è presidente dell'associazione culturale per la diffusione della cultura scientifica La gravità, che ha organizzato e organizza seminari e conferenze divulgative in Scuole e associazioni culturali. Nel 2000 ha scritto e pubblicato il libro divulgativo "L'universo", tradotto in diverse lingue. Pubblicazioni
- L'universo, Mondadori (2000) (libro tradotto in varie lingue)
- Classical Newtonian Gravity (2019), Unitext for Physics, Springer Nature (libro in inglese)
- Physics of Fluids (2023), Unitext for Physics, Springer Nature (libro in inglese)
- (EN)  Astrophysics and Space Science Library, volume 162, Kluwer Academic, 2008
- (EN)  Formation and evolutionary properties of the galactic open cluster system, MNRAS, 1991
- (EN)  The age distribution of galactic open clusters, Società astronomica del Pacifico, 1991
- (EN)  Evolutionary population synthesis-an application to Magellanic Cloud clusters, The Astrophysical Journal ,1989
- (EN)  The evolution of the globular cluster system in a triaxial galaxy: can a galactic nucleus form by globular cluster capture?, The Astrophysical Journal ,1993
- (EN)  Elliptical galaxy nuclei activity powered by infalling globular clusters, Astrophysics and Space Science ,2004
- (EN)  Dynamical friction on globular clusters in core-triaxial galaxies: is it a cause of massive black hole accretion?, MNRAS, 2005
- (EN) Consequences of Triaxiality for Gravitational Wave Recoil of Black Holes, The Astrophysical Journal, 2007
- (EN)  A counterpart to the radial-orbit instability in triaxial stellar systems, MNRAS ,2009
- (EN)  Search-based method optimization applied to bi-impulsive orbital transfer, Acta Astronautica], 2019
- (EN) Globular Cluster System erosion in elliptical galaxies, Astronomy & Astrophysics, 2013
- (EN) Monte Carlo studies for the optimisation of the Cherenkov Telescope Array layout, Astroparticle Physics, 2019
- (EN) A fully parallel, high precision, N-body code running on hybrid computing platforms, Journal of Computational Physics, 2013